# Філонич Наталія
Наталія Філонич (нар. 1958) — радянська веслувальниця-байдарочниця, виступала за збірну СРСР на початку 1980-х років. Срібна призерка чемпіонату світу, триразова чемпіонка Радянського Союзу, переможниця регат республіканського і всесоюзного значення. На змаганнях представляла спортивне товариство «Динамо», майстер спорту міжнародного класу.

## Життєпис
Наталія Філонич народилася 1958 року. Активно займатися веслуванням почала в ранньому дитинстві, проходила підготовку в веслувальній секції Ленінграда, перебувала в ленінградському спортивному товаристві «Динамо».
1981 року вперше здобула перемогу на чемпіонаті Радянського Союзу, ставши кращою в заліку двомісних байдарок на дистанції 500 метрів. Завдяки низці вдалих виступів здобула право захищати честь країни на чемпіонаті світу в англійському Ноттінгемі — у складі чотиримісного екіпажу, куди також увійшли веслувальниці Лариса Недвига, Інна Шипуліна і Любов Орєхова, завоювала в півкілометровій гонці срібну медаль, поступившись у вирішальному заїзді тільки екіпажу з НДР.
Після чемпіонату світу в Ноттінгемі Філонич залишилася в основному складі радянської національної збірної і продовжила брати участь у найбільших регатах всесоюзного та міжнародного значення. Так, на чемпіонаті країни 1982 року вона перемогла відразу в двох дисциплінах: у четвірках на п'ятистах метрах і в естафеті 4 × 500 м, ставши таким чином триразовою чемпіонкою Радянського Союзу. За видатні спортивні досягнення відзначена почесним званням «Майстер спорту СРСР міжнародного класу».